# Wiener Zeitung

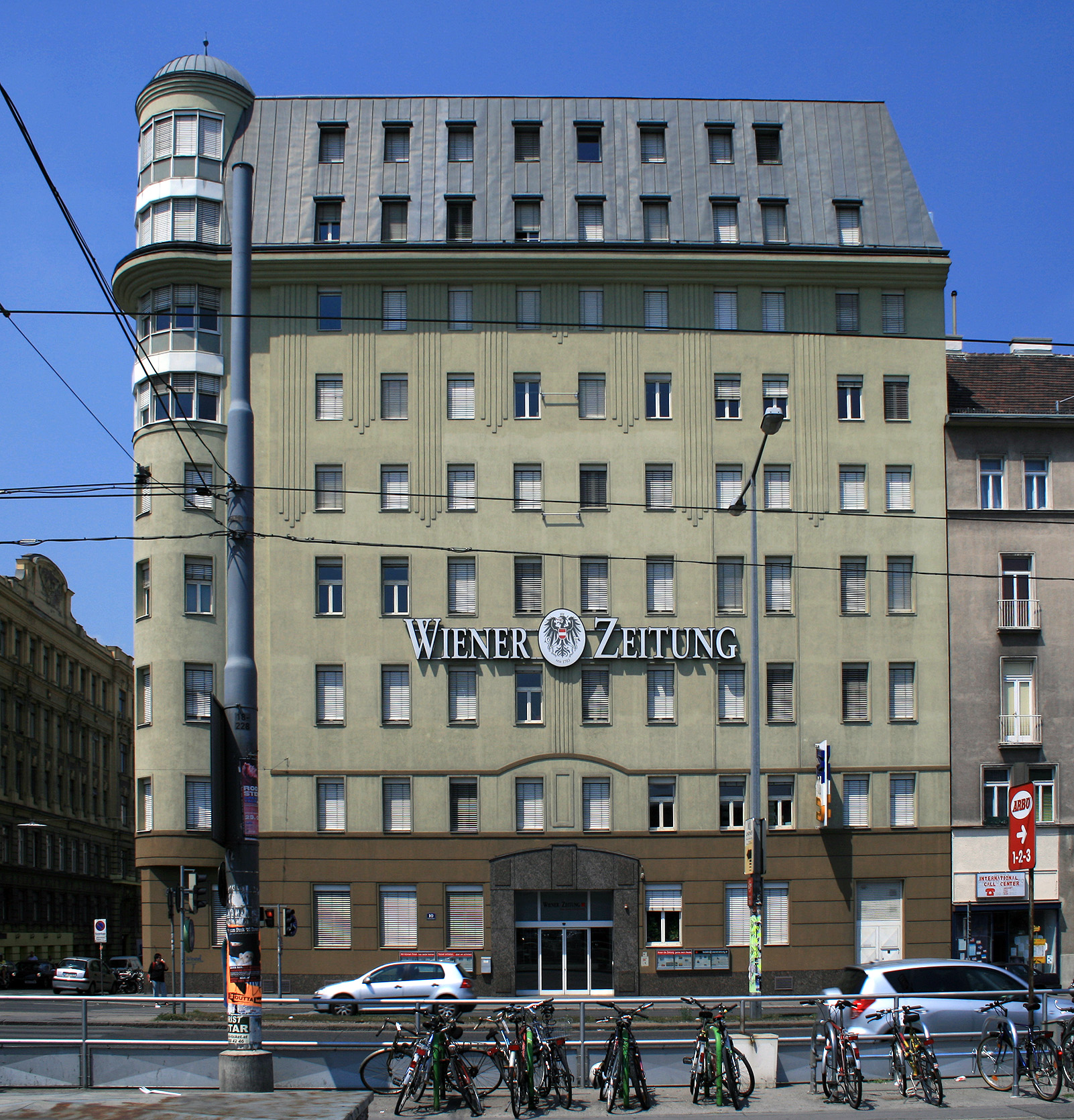
Sede de la redacción en Viena.

Wiener Zeitung («Diario Vienés») es un diario de Viena, Austria. Fue fundado en 1703 con el nombre Wiennerisches Diarium. Su primer número apareció el 8 de agosto de 1703. Por eso es el diario más antiguo del mundo aun en circulación.
El Wiennerisches Diarium presentó al inicio informaciones internacionales. Además se publicaron anuncios de nacimientos, casamientos y muertes de la nobleza. En ese tiempo las informaciones regionales eran distribuidas por tambores.
Desde 1780 el diario tiene su nombre actual Wiener Zeitung. En 1812 se volvió un diario oficial del gobierno y desde 1857 el Wiener Zeitung es editado por instituciones públicas de Viena. Mientras que el diario tuvo 4500 ejemplares en 1855, tiene 24.000 actualmente. Desde 1995 una edición en línea WZ Online está disponible en Internet. El diario es una sociedad de responsabilidad limitada desde 1998.
En 2022, el gobierno austriaco decidió discontinuar la versión en papel del diario Wiener Zeitung. En el futuro aparecerá solo en una versión reducida y en línea; en ocasiones especiales (por ejemplo en la fiesta nacional) también en papel. El 1 de julio de 2023 se publicó su última edición en formato papel. Poniéndole fin de esta forma a 319 años ininterrumpidos en circulación en dicho formato.

## Enlaces externos

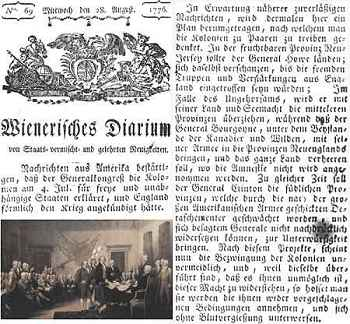
Wienerisches Diarium AD 1776.